# Sig Ruman
Siegfried Carl Alban Rumann (Hamburg, 11 d'octubre de 1884 – Julian, Califòrnia, 14 de febrer de 1967), conegut com Sig Ruman i Sig Rumann, va ser un actor de personatges alemany-estatunidenc conegut per les seves interpretacions d'oficials o malvats pomposos i sovint estereotipats teutònics en més de 100 pel·lícules.

## Primers anys
Nascut a Hamburg, Imperi Alemany, fill d'Alban Julius Albrecht Ludwig Rumann i la seva dona, Caroline Margarethe Sophie Rumann l'11 d'octubre de 1884, va estudiar enginyeria elèctrica, després va començar a treballar com a actor i músic abans de servir amb el Exèrcit imperial alemany durant la Primera Guerra Mundial. Va reprendre la seva carrera com a actor després de la guerra. Després d'emigrar als Estats Units el 1924, la seva carrera com a actor va florir. Fer amistat amb el dramaturg George S. Kaufman i el crític de teatre Alexander Woollcott, va tenir èxit en moltes produccions de Broadway. Els seus crèdits a Broadway inclouen Once There Was a Russian (1961), Lily of the Valley (1942), Eight Bells (1933), Alien Corn (1933), Grand Hotel (1930), Half Gods (1929) i The Channel Road (1929).

## Pel·lícules

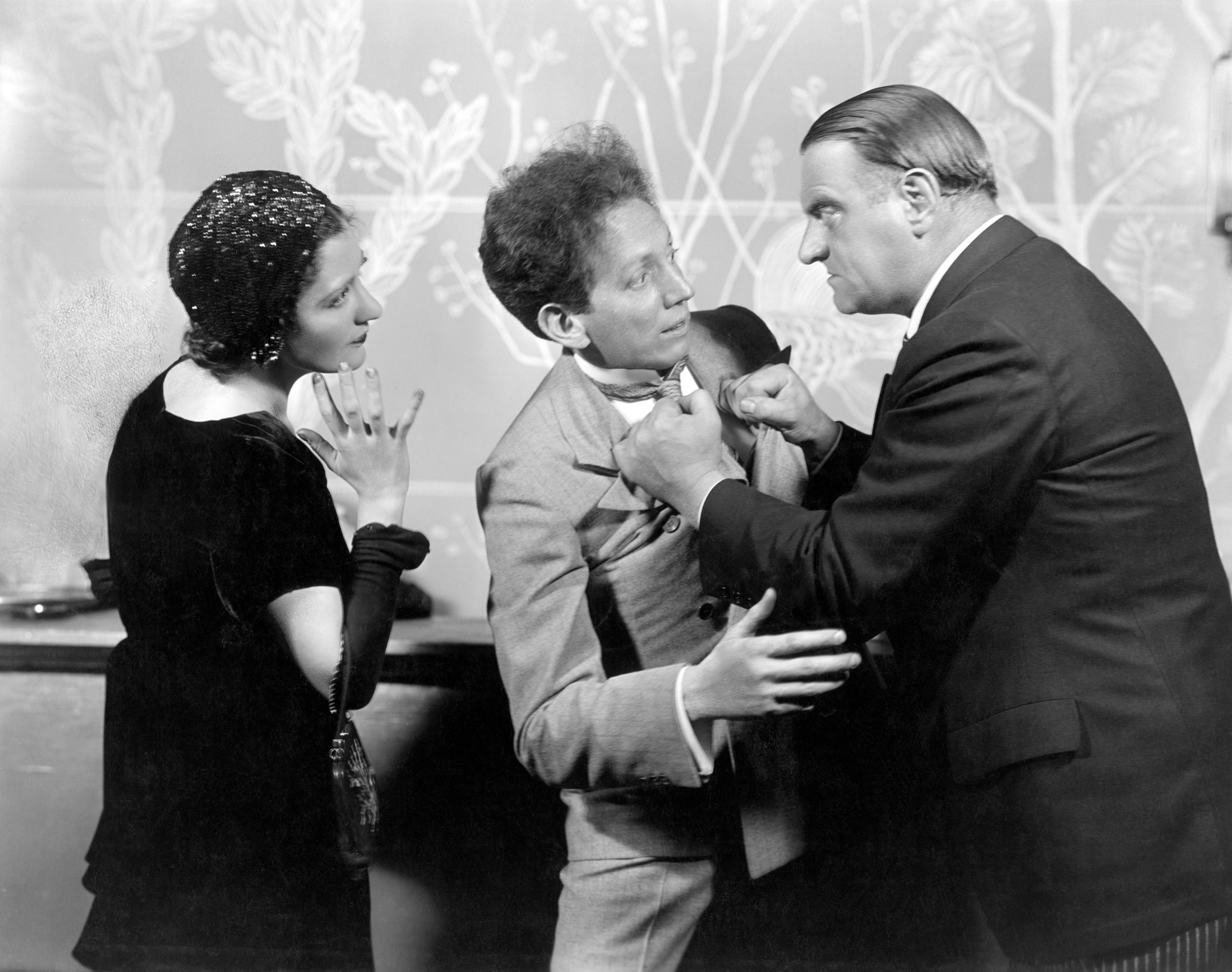
Hortense Alden, Sam Jaffe i Sig Ruman a la producció original de Broadway de Grand Hotel (1930)

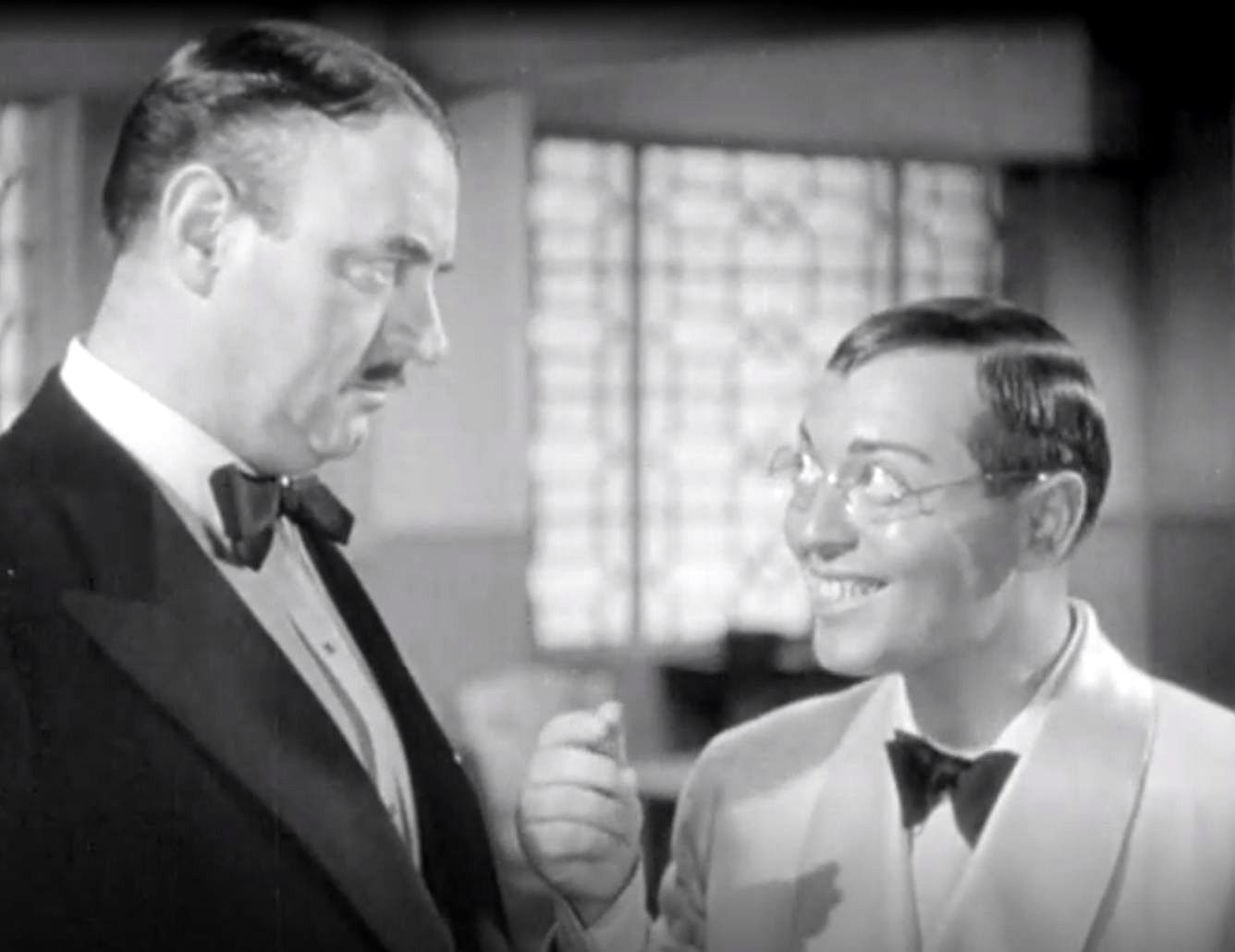
Amb Peter Lorre a Think Fast, Mr. Moto (1937)

Ruman va debutar al cinema a Lucky Boy (1929). Es va convertir en un còmic favorit dels germans Marx, apareixent a Una nit a l'òpera (1935), Un dia a les curses (1937) i Una nit a Casablanca (1946). El seu accent alemany i la seva gran estatura el van mantenir ocupat durant la Segona Guerra Mundial, interpretant personatges nazis sinistres en una sèrie de thrillers de guerra.
Durant aquest període, també va aparèixer en diverses pel·lícules del director Ernst Lubitsch, un compatriota emigrat alemany, com Ninotchka (1939), interpretant un rus, i a Ser o no ser (1942) com el pompós coronel nazi "Camp de concentració" Erhardt". Va interpretar el paper del professor Herman Von Reiter a Shining Victory (1941), una adaptació d'una obra d'A.J. Cronin. Ruman va continuar la seva tendència de retratar personatges alemanys exagerats més tard en la seva carrera per al protegit de Lubitsch Billy Wilder, a les seves pel·lícules The Emperor Waltz (1948) i Stalag 17 (1953). La veu de Ruman va ser doblada per sobre de la veu de l'actor alemany Hubert Von Meyerinck a Un, dos, tres (1961) de Wilder, i va tenir un paper cameo a Un cop de sort (1966).
Al voltant de 1936, Ruman va modificar el seu nom de pantalla de Siegfried Rumann a Sig Ruman per intentar fer-lo una mica menys alemany, ja que els prejudicis antialemanys augmentaven en aquell moment, just abans de l'esclat de la Segona Guerra Mundial.
Malgrat la disminució de la seva salut durant les dècades de 1950 i 1960, Ruman va continuar apareixent a pel·lícules i va fer moltes aparicions com a convidat a la televisió. Va fer el paper protagonista com el pompós director de Broadway Eric von Bissell al memorable episodi de 1965 de La família Addams, "My Fair Cousin Itt".

## Mort
Ruman va morir d'un atac de cor el 14 de febrer de 1967 a la seva casa de Julian, Califòrnia, als 82 anys. Va ser enterrat al cementiri Julian, al comtat de San Diego, Califòrnia.
Del seu primer matrimoni, amb Else Rumann, va tenir una filla anomenada Senta.